# Echinopsis glauca
Echinopsis glauca är en kaktusväxtart som först beskrevs av Friedrich Ritter, och fick sitt nu gällande namn av H. Friedrich och Gordon Douglas Rowley. Echinopsis glauca ingår i släktet Echinopsis och familjen kaktusväxter. Inga underarter finns listade i Catalogue of Life.